# CF Cracks
El CF Cracks és un equip i escola de futbol valencià, que juga a Sant Antoni de Benaixeve. Des de gener de 2015, l'equip va vendre la llicència del primer equip (que juga al Grup IV de la Primera Regional Valenciana) i va cedir la seua gestió al Shanghai Greenland Shenhua, que va cedir 25 jugadors xinesos a l'equip, obtenint grans resultats esportius.

## Shanghai Shenhua
L'equip xinés ja havia realitzat diverses pretemporades a València, i més concretament a les instal·lacions del Cracks a Sant Antoni. En desembre de 2014 van tancar l'acord pel qual la gestió del primer equip seria gestionada pel Shanghai Shenhua, que suportaria la càrrega econòmica de l'equip, i que va aportar a més de 20 jugadors xinesos i a l'entrenador. Excepte el porter David Shen Jun, nascut en 1986, la resta de jugadors no passa dels 21. Amb l'arribada dels nous jugadors, el Cracks va encadenar bons resultats que van fer que l'equip tinguera opcions d'ascendir a Regional Preferent Valenciana, i l'alleugeriment econòmic pel fet que siga l'equip de Xangai el que es faça càrrec dels costos del primer equip han fet que la directiva del Cracks puga invertir a fer una nova escola de futbol per a futbolistes internacionals.